# Netzhemd

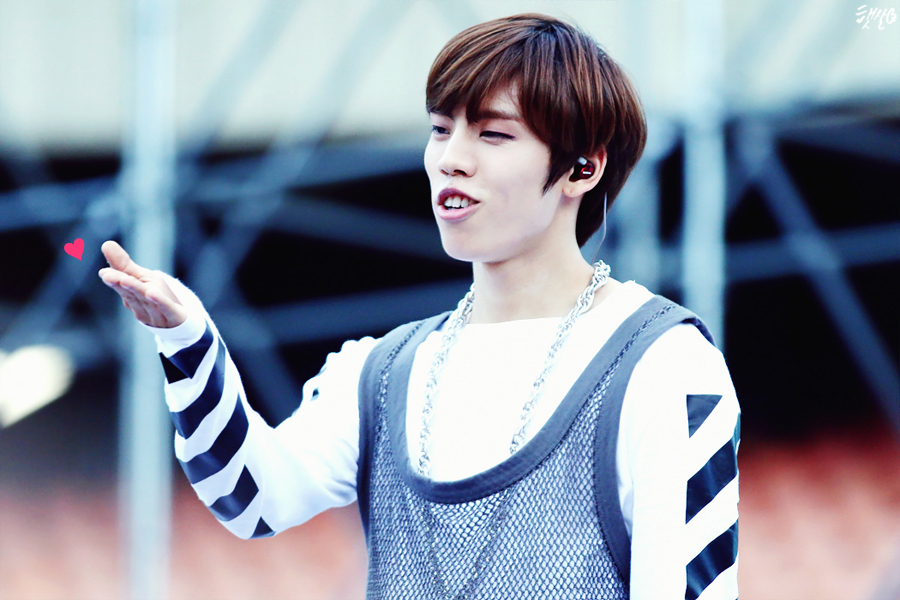
Netzhemd getragen von dem koreanischen Künstler Jang Dong-woo

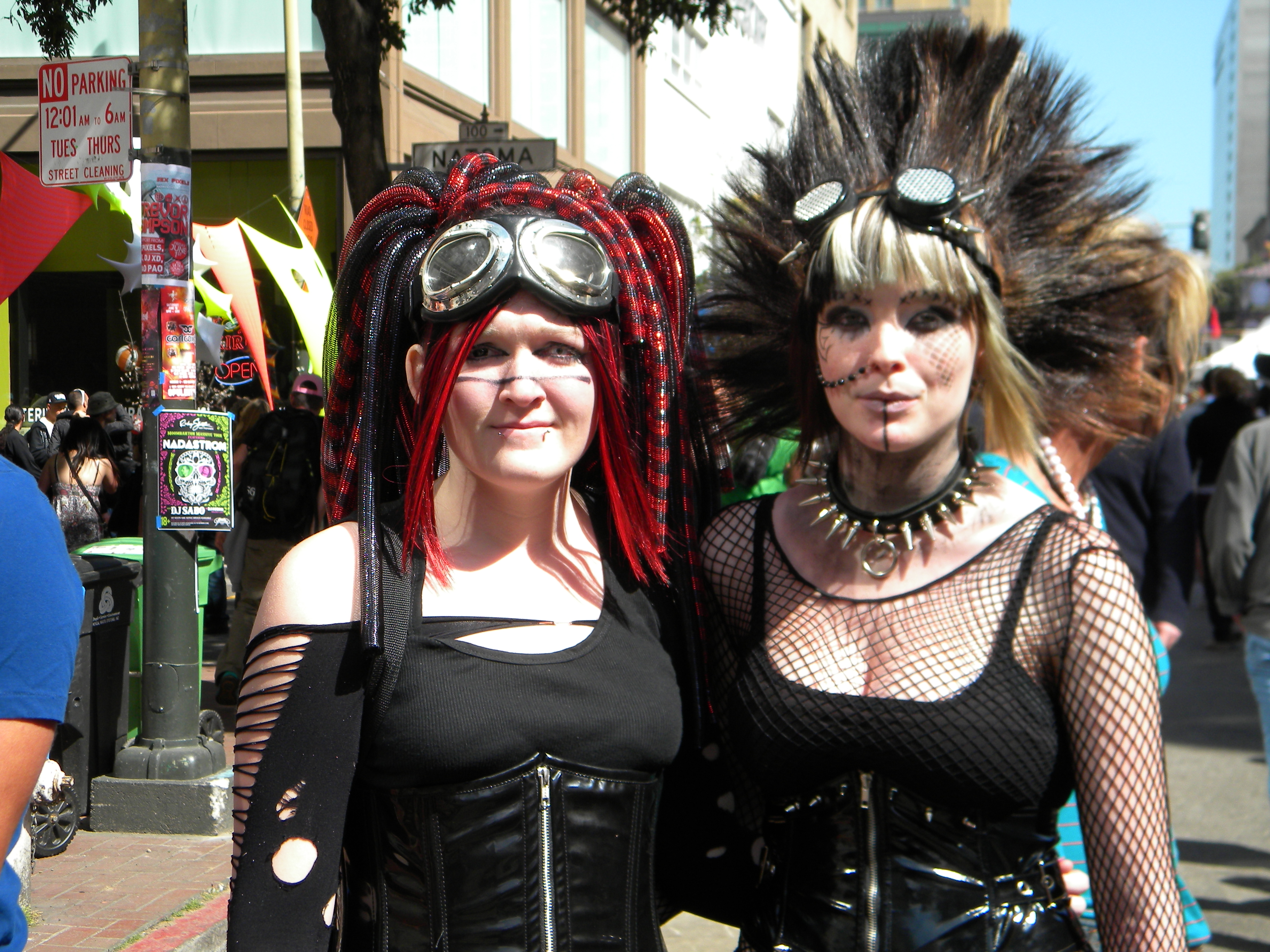
Netzhemd als Teil einer Cyber-Goth-Bekleidung, USA, 2012

Netzhemd, auch Netzshirt oder Fishnet-Shirt, bezeichnet ein Hemd aus netzartigem Gewebe oder Gewirk.

## Beschreibung

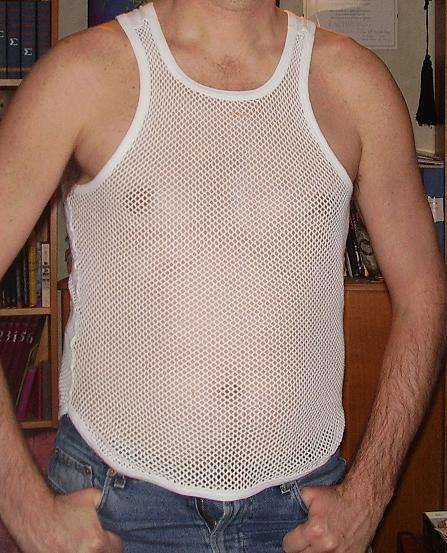
Netzhemd, Verwendung als Unterwäsche

Das Material von Netzhemden ist durchlässig und besteht aus Webwaren bzw. Maschenwaren unterschiedlichster Zusammensetzungen, wie sie in der Textilindustrie genutzt werden. Grundmaterial sind Stoffe mit grober Loch- bzw. Fischnetzmusterung bis zu sehr feiner Häkel-Optik. Netzstoff, auch Mesh genannt, spielt außerdem zunehmend in der Sport- und Funktionsbekleidung eine Rolle. Je nach Tragweise und Ausführung kann das Netzhemd der Unterwäsche oder der Sport- und Freizeitkleidung zugerechnet werden.

## Nutzung
Ab den 1890er Jahren wurden in Deutschland Netzhemden getragen, welche die Patent-Flachs-Wirkerei Köln, Schönherr & Cie. als sogenannte „Patent-Zellenstoff-Unterjacke“ herstellte. Die damals neuartigen Netzhemden wurden aus Gründen der Hygiene allgemein empfohlen und außerdem zur Tauglichkeit für militärische Verwendung in detaillierten Versuchsreihen geprüft. In nordischen Ländern werden weitmaschige Netzhemden unter anderen Kleidungsstücken getragen, um eine Luftschicht, bessere Isolierung und bessere Lüftung der Kleidung zu erreichen. Der norwegische Offizier Henrik Brun entwickelte 1933 erste Netzhemden zur Nutzung als militärische Unterwäsche. Etwa seit den 1950er Jahren wurden solche Hemden bei unterschiedlichen Streitkräften eingeführt und genutzt. Der norwegische Hersteller „Brynje“ ist seit den 1950er Jahren ein Marktführer in diesem Segment von Unterwäsche. In den 1960er Jahren lieferte dieses Unternehmen sogenannte „Alert suit plus Bryne net string underwear“ als offizieller Lieferant an die NASA; weitere Lieferungen zur Ausrüstung von Astronauten folgten. Netzhemden wurden auch von Modeschöpfern wie Wolfgang Joop selbst getragen oder in Kollektionen aufgenommen, so auch 2013 bei Hermès, Calvin Klein oder Versace. In den 1980er Jahren traten die Mitglieder der Musikgruppen Wham! und Duran Duran sowie Madonna in Netzhemden auf. In den 2010er Jahren waren Netzhemden aus Jersey, Nylon, Wolle und Leder wieder zeitweise modern, beispielsweise getragen von Bill Kaulitz.

## Weitere Bedeutungen

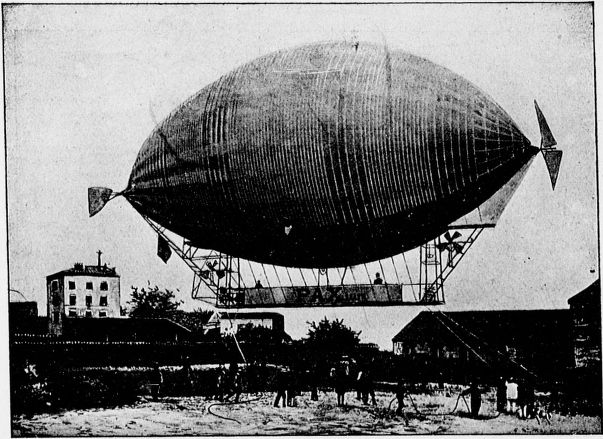
Das Luftschiff Pax mit Netzhemd

Der Begriff Netzhemd wurde auch im Konstruktionswesen zur Ballonfahrt genutzt, um das Netz um die Ballonkörper zu bezeichnen, an denen weitere Bestandteile des Ballons oder des Luftschiffes befestigt wurden.

## Patent-Informationen
Zu Netzhemden und in ähnlicher Weise gestalteter Unterwäsche wurden einige Patente angemeldet, die oft die hygienische Wirkung der Erfindungen betonen. Bereits in den 1890er Jahren bot Schönherr & Cie aus Köln eine „Patent-Zellenstoff-Unterjacke“ an. Nachfolgend eine Auswahl von dazu bekannten Patenten:
- Patent  CH8051A: Stoff für Leibwäsche mit vereinzelt aufliegenden erhabenen Fäden. Veröffentlicht am 15. August 1894, Erfinder: August Trautwetter.‌
- Patent  DE281090C: Hemd oder Unterhose. Veröffentlicht am 26. März 1913, Erfinder: Friedrich Schröpfer.‌
- Patent  CH68976A: Unterkleid. Veröffentlicht am 17. Mai 1915, Erfinder: Friedrich Volkmar Schroepfer.‌
- Patent  DE641010C: Netzhemd. Veröffentlicht am 18. Januar 1937, Erfinder: Karl Giesen.‌
- Patent  DE1728009U: Unterbekleidungsstück. Veröffentlicht am 16. August 1956, Erfinder: Walter Scheibe.‌